# Agente Elvis
Agente Elvis (título original en inglés: Agent Elvis) es una serie de animación adulta estadounidense creada por Priscilla Presley, John Eddie y Mike Arnold para la plataforma Netflix. Estrenada el 17 de marzo de 2023, relata la historia de la estrella del rock and roll Elvis Presley como un agente secreto que trabaja para el Gobierno de los Estados Unidos.

## Reparto de voces

### Principal
- Matthew McConaughey es Elvis Presley
- Kaitlin Olson es CeCe Ryder
- Johnny Knoxville es Bobby Ray
- Niecy Nash es Bertie
- Tom Kenny es Scatter
- Don Cheadle es el comandante

### Voces adicionales
- Fred Armisen es Charles Manson
- Ron Tutt es él mismo
- Asif Ali es Doyle
- Chris Elliott es Timothy Leary
- Jason Mantzoukas es Howard Hughes
- Priscilla Presley es ella misma
- Baz Luhrmann es el director
- Tony Cavalero es Flyboy
- Gary Cole es el Presidente Nixon
- Ed Helms es Robert Goulet
- Christina Hendricks es Roxanne Ryder
- Ego Nwodim es Zara
- George Clinton es él mismo
- Simon Pegg es Paul McCartney
- Craig Robinson es Jackie
- Kieran Culkin es Gabriel Wolf

## Episodios
| N.º | Título                   | Director(es)              | Escritor(es)                                | Fecha de lanzamiento |
| --- | ------------------------ | ------------------------- | ------------------------------------------- | -------------------- |
| 1   | «Full Tilt»              | Fletcher Moules y Gary Ye | Priscilla Presley, John Eddie y Mike Arnold | 17 de marzo de 2023  |
| 2   | «F*ck You, Vegas»        | Gary Ye                   | Priscilla Presley, John Eddie y Mike Arnold | 17 de marzo de 2023  |
| 3   | «Cocaine Tuesdays»       | Gary Ye                   | Priscilla Presley, John Eddie y Mike Arnold | 17 de marzo de 2023  |
| 4   | «Total Mind F*ck»        | Gary Ye                   | Priscilla Presley, John Eddie y Mike Arnold | 17 de marzo de 2023  |
| 5   | «Maximum Density»        | Gary Ye                   | Priscilla Presley, John Eddie y Mike Arnold | 17 de marzo de 2023  |
| 6   | «Pookie-Bear»            | Gary Ye                   | Priscilla Presley, John Eddie y Mike Arnold | 17 de marzo de 2023  |
| 7   | «Maghrebi Mint»          | Gary Ye                   | Priscilla Presley, John Eddie y Mike Arnold | 17 de marzo de 2023  |
| 8   | «Head Soup»              | Gary Ye                   | Priscilla Presley, John Eddie y Mike Arnold | 17 de marzo de 2023  |
| 9   | «Swollen Desire»         | Gary Ye                   | Priscilla Presley, John Eddie y Mike Arnold | 17 de marzo de 2023  |
| 10  | «Godspeed, Drunk Monkey» | Gary Ye                   | Priscilla Presley, John Eddie y Mike Arnold | 17 de marzo de 2023  |

## Recepción
El sitio web Rotten Tomatoes registró un 68% de aprobación con una nota media de 5,8/10, basada en 19 críticas. Metacritic, que utiliza una media ponderada, le asignó una puntuación de 65 sobre 100 basada en 9 reseñas, lo que indica «críticas generalmente favorables».